# Матч звёзд КХЛ 2011
3-й матч всех звёзд Континентальной хоккейной лиги прошёл в Санкт-Петербурге 5 февраля 2011 года в Петербургском Ледовом Дворце. Матч проходил в формате «Сборные капитанов».

## События, предшествовавшие матчу
Впервые в истории Лиги «Матч звезд» прошёл в формате «Восток против Запада», а не «Легионеры против Россиян». Хотя названия команд и остались прежними. Но в 2011 году Команда Яшина была сформирована из хоккеистов клубов, выступающих в Западной конференции, а команда Ягра — из представителей Восточной конференции.

## Составы команд
| Команда Яшина                                    | Команда Ягра                                               |
| Вратари                                          |                                                            |
| Доминик Гашек («Спартак» Москва)                 | Стефан Лив («Сибирь» Новосибирск)                          |
| Константин Барулин («Атлант» Московская область) | Михаил Бирюков («Югра» Ханты-Мансийск) (вместо Карри Рямё) |
| Защитники                                        |                                                            |
| Александр Гуськов («Локомотив» Ярославль)        | Мартин Шкоула («Авангард» Омская область)                  |
| Сандис Озолиньш («Динамо» Рига)                  | Илья Никулин («Ак Барс» Казань)                            |
| Карел Рахунек («Локомотив» Ярославль)            | Кевин Даллман («Барыс» Астана)                             |
| Денис Гребешков (СКА Санкт-Петербург)            | Янне Нискала («Металлург» Магнитогорск)                    |
| Петер Подхрадски («Динамо» Минск)                | Константин Корнеев («Ак Барс» Казань)                      |
| Максим Соловьёв («Динамо» Москва)                | Денис Куляш («Авангард» Омская область)                    |
| Нападающие                                       |                                                            |
| Алексей Яшин (СКА Санкт-Петербург)               | Яромир Ягр («Авангард» Омская область)                     |
| Сергей Мозякин («Атлант» Московская область)     | Роман Червенка («Авангард» Омская область)                 |
| Максим Сушинский (СКА Санкт-Петербург)           | Александр Радулов («Салават Юлаев» Уфа)                    |
| Йозеф Вашичек («Локомотив» Ярославль)            | Алексей Морозов («Ак Барс» Казань)                         |
| Маттиас Вейнхандль (СКА Санкт-Петербург)         | Патрик Торесен («Салават Юлаев» Уфа)                       |
| Максим Афиногенов (СКА Санкт-Петербург)          | Лукаш Кашпар («Барыс» Астана)                              |
| Лаурис Дарзиньш («Динамо» Рига)                  | Евгений Кузнецов («Трактор» Челябинск)                     |
| Крис Саймон («Витязь» Чехов)                     | Петри Контиола («Металлург» Магнитогорск)                  |
| Леонид Комаров («Динамо» Москва)                 | Сергей Фёдоров («Металлург» Магнитогорск)                  |
| Тренеры                                          |                                                            |
| Олег Знарок («Динамо» Москва)                    | Зинэтула Билялетдинов («Ак Барс» Казань)                   |
| Владимир Вуйтек («Локомотив» Ярославль)          | Кари Хейккиля («Металлург» Магнитогорск)                   |

• Жирным выделены игроки стартовых составов
Главные судьи:  Александр Антропов;  Егор Кораблин

Линейные судьи:  Виктор Бирин;  Роман Шиханов

## Конкурсы «Мастер-шоу»

### 1. Круг на скорость
«Команда Яшина»
- 1 Лаурис Дарзиньш
- 2 Леонид Комаров
- 3 Максим Афиногенов — 13,96

«Команда Ягра»
- 1 Лукаш Кашпар
- 2 Роман Червенка
- 3 Евгений Кузнецов

Результат: Победила «Команда Яшина», быстрее всех круг на скорость проехал Максим Афиногенов.

### 2. Бросок шайбы на дальность
«Команда Яшина»
- 1 Денис Гребешков
- 2 Сандис Озолиньш
- 3 Йозеф Вашичек

«Команда Ягра»
- 1 Янне Нискала
- 2 Константин Корнеев
- 3 Мартин Шкоула

Результат: Победила команда Ягра, самый дальний бросок совершил Янне Нискала.

### 3. Эстафета "Змейка
«Команда Яшина»
- 1 Сергей Мозякин
- 2 Йозеф Вашичек
- 3 Максим Сушинский
- 4 Александр Гуськов
- 5 Маттиас Вейнхандль

«Команда Ягра»
- 1 Лукаш Кашпар
- 2 Патрик Торесен
- 3 Алексей Морозов
- 4 Янне Нискала
- 5 Александр Радулов

Результат: Победила «Команда Яшина».

### 4. Броски на точность
«Команда Яшина»
- 1 Сандис Озолиньш
- 2 Крис Саймон — 4 из 5
- 3 Алексей Яшин

«Команда Ягра»
- 1 Кевин Даллмэн
- 2 Сергей Федоров
- 3 Яромир Ягр

Результат: победила команда Яшина, лучший результат продемонстрировал Крис Саймон.

### 5. Сила броска
«Команда Яшина», Александр Гуськов,
- 1 Максим Соловьев
- 2 Александр Гуськов
- 3 Карел Рахунек

«Команда Ягра»
- 1 Константин Корнеев
- 2 Илья Никулин
- 3 Денис Куляш — 177,58 км/ч

Результат: победила команда Ягра, лучшая попытка — Денис Куляш (177,58 км/ч)

### 6. Эффектный буллит
«Команда Яшина», и
- 1 Сергей Мозякин
- 2 Максим Сушинский
- 3 Маттиас Вейнхандль

«Команда Ягра», и
- 1 Роман Червенка
- 2 Евгений Кузнецов
- 3 Александр Радулов

Результат: победила команда Ягра, наиболее зрелищная попытка — Евгений Кузнецов.

### 7. Эстафета на скорость
«Команда Яшина»
- 1 Константин Барулин
- 2 Денис Гребешков
- 3 Петер Подхрадски
- 4 Леонид Комаров
- 5 Лаурис Дарзиньш
- 6 Максим Афиногенов

«Команда Ягра»
- 1 Михаил Бирюков
- 2 Константин Корнеев
- 3 Кевин Даллмэн
- 4 Петри Контиола
- 5 Лукаш Кашпар
- 6 Евгений Кузнецов

Результат: победа команды Яшина.

## Ход игры
| 5 февраля 2011 | \| Команда Яшина \| 16 : 18 (5:5; 7:4; 4:9) \| Команда Ягра \| \| Афиногенов (Вашичек) 05:02 Саймон (Соловьёв, Комаров) 13:07 Мозякин (Сушинский, Яшин) 17:33 Мозякин (Вашичек, Сушинский) 18:36 Афиногенов (Вашичек, Вейнхандль) 19:41 Сушинский (Яшин) 21:05 Дарзиньш (Соловьёв, Гуськов) 24:11 Сушинский (Мозякин, Яшин) 28:41 Гуськов 28:56 Афиногенов 34:07 Мозякин (Яшин) 37:54 Мозякин (Яшин) 39:26 Вашичек (Афиногенов, Вейнхандль) 47:27 Мозякин 50:41 Яшин (Мозякин, Гуськов) 54:51 Комаров (Саймон) 57:40 \| Голы \| 03:50 Ягр (Радулов) 07:18 Радулов (Червенка, Нискала) 09:41 Ягр (Червенка, Нискала) 17:10 Фёдоров (Кузнецов, Даллмэн) 18:55 Морозов (Кашпар, Корнеев) 21:44 Кашпар (Морозов, Нискала) 25:02 Червенка (Ягр, Радулов) 26:19 Торесен (Морозов, Радулов) 28:10 Ягр (Червенка, Радулов) 41:12 Червенка (Никулин, Радулов) 41:56 Кашпар (Корнеев, Торесен) 42:11 Куляш (Кузнецов, Даллмэн) 43:45 Никулин (Шкоула, Кузнецов) 53:06 Фёдоров (Даллмэн, Кузнецов) 55:06 Морозов (Торесен, Кашпар) 57:00 Даллмэн (Фёдоров, Кашпар) 58:43 Шкоула (Ягр, Радулов) 59:59 Кузнецов \| | Ледовый дворец Санкт-Петербург |
| Команда Яшина | 16 : 18 (5:5; 7:4; 4:9) | Команда Ягра |
| Афиногенов (Вашичек) 05:02 Саймон (Соловьёв, Комаров) 13:07 Мозякин (Сушинский, Яшин) 17:33 Мозякин (Вашичек, Сушинский) 18:36 Афиногенов (Вашичек, Вейнхандль) 19:41 Сушинский (Яшин) 21:05 Дарзиньш (Соловьёв, Гуськов) 24:11 Сушинский (Мозякин, Яшин) 28:41 Гуськов 28:56 Афиногенов 34:07 Мозякин (Яшин) 37:54 Мозякин (Яшин) 39:26 Вашичек (Афиногенов, Вейнхандль) 47:27 Мозякин 50:41 Яшин (Мозякин, Гуськов) 54:51 Комаров (Саймон) 57:40 | Голы | 03:50 Ягр (Радулов) 07:18 Радулов (Червенка, Нискала) 09:41 Ягр (Червенка, Нискала) 17:10 Фёдоров (Кузнецов, Даллмэн) 18:55 Морозов (Кашпар, Корнеев) 21:44 Кашпар (Морозов, Нискала) 25:02 Червенка (Ягр, Радулов) 26:19 Торесен (Морозов, Радулов) 28:10 Ягр (Червенка, Радулов) 41:12 Червенка (Никулин, Радулов) 41:56 Кашпар (Корнеев, Торесен) 42:11 Куляш (Кузнецов, Даллмэн) 43:45 Никулин (Шкоула, Кузнецов) 53:06 Фёдоров (Даллмэн, Кузнецов) 55:06 Морозов (Торесен, Кашпар) 57:00 Даллмэн (Фёдоров, Кашпар) 58:43 Шкоула (Ягр, Радулов) 59:59 Кузнецов |

| Команда Яшина | 16 : 18 (5:5; 7:4; 4:9) | Команда Ягра |
| Афиногенов (Вашичек) 05:02 Саймон (Соловьёв, Комаров) 13:07 Мозякин (Сушинский, Яшин) 17:33 Мозякин (Вашичек, Сушинский) 18:36 Афиногенов (Вашичек, Вейнхандль) 19:41 Сушинский (Яшин) 21:05 Дарзиньш (Соловьёв, Гуськов) 24:11 Сушинский (Мозякин, Яшин) 28:41 Гуськов 28:56 Афиногенов 34:07 Мозякин (Яшин) 37:54 Мозякин (Яшин) 39:26 Вашичек (Афиногенов, Вейнхандль) 47:27 Мозякин 50:41 Яшин (Мозякин, Гуськов) 54:51 Комаров (Саймон) 57:40 | Голы                    | 03:50 Ягр (Радулов) 07:18 Радулов (Червенка, Нискала) 09:41 Ягр (Червенка, Нискала) 17:10 Фёдоров (Кузнецов, Даллмэн) 18:55 Морозов (Кашпар, Корнеев) 21:44 Кашпар (Морозов, Нискала) 25:02 Червенка (Ягр, Радулов) 26:19 Торесен (Морозов, Радулов) 28:10 Ягр (Червенка, Радулов) 41:12 Червенка (Никулин, Радулов) 41:56 Кашпар (Корнеев, Торесен) 42:11 Куляш (Кузнецов, Даллмэн) 43:45 Никулин (Шкоула, Кузнецов) 53:06 Фёдоров (Даллмэн, Кузнецов) 55:06 Морозов (Торесен, Кашпар) 57:00 Даллмэн (Фёдоров, Кашпар) 58:43 Шкоула (Ягр, Радулов) 59:59 Кузнецов |

## Интересные факты
- Во время Мастер-шоу Денис Куляш установил мировой рекорд по силе броска. Прошлый лучший результат принадлежал Здено Харе — защитнику клуба НХЛ Бостон Брюинз и составлял 105,9 мили в час (170,4 км/ч). Результат Куляша — 177,58 км/ч.